# Boyer Glacier
Boyer Glacier är en glaciär i Antarktis. Den ligger i Östantarktis. Nya Zeeland gör anspråk på området. Boyer Glacier ligger 182 meter över havet.
Terrängen runt Boyer Glacier är kuperad åt sydväst, men åt nordost är den platt. Trakten är obefolkad. Det finns inga samhällen i närheten. 